# Corpúsculo de Meissner
Os corpúsculos de Meissner (descobertos pelo anatomista Georg Meissner (1829-1903)  ou também corpúsculos tácteis são um tipo de mecanorreceptor, mais especificamente um corpúsculo táctil (corpusculum tactus). Encontram-se distribuídos pela pele, mas se concentram em áreas particularmente sensíveis a toques leves, como nas pontas dos dedos, nas palmas das mãos, nas solas dos pés, nos lábios, na língua, na face, nos mamilos e na pele externa dos genitais masculinos e femininos. Localizam-se primariamente imediatamente sob a epiderme.

## Eponimo
Os Corpúsculos de Meissner foram descobertos pelo anatomista Georg Meissner (1829–1905).